# NGC 2730
NGC 2730 (również PGC 25384 lub UGC 4743) – galaktyka spiralna z poprzeczką (SBdm), znajdująca się w gwiazdozbiorze Raka. Odkrył ją Albert Marth 28 marca 1864 roku.